# سی/۱۸۶۱ جی۱
سی/۱۸۶۱ جی۱ (انگلیسی: C/1861 J1) که پیش از این به دنباله‌دار بزرگ ۱۸۶۱ شناخته شده بود (با نام‌های رسمی کنونی C/1861 J1 و 1861 II)، یک دنباله‌دار طولانی مدت است که تقریباً به مدت ۳ ماه با چشم غیرمسلح قابل مشاهده بوده است. این دنباله‌دار به عنوان یک دنباله‌دار به عنوان یکی از هشت دنباله‌دار بزرگ قرن نوزدهم طبقه‌بندی شد -.
سی/۱۸۶۱ جی۱ توسط جان تبوت از ویندزور، نیو ساوت ولز، استرالیا، در ۱۳ می ۱۸۶۱، با قدر ظاهری +۴، یک ماه پیش از حضیض (۱۲ ژوئن) کشف شد. این دنباله‌دار تا ۲۹ ژوئن در نیم‌کره شمالی قابل مشاهده نبود، اما قبل از اینکه اخباری از کشف دنباله‌دار به گوش برسد، مشاهده شد.
در ۲۹ ژوئن ۱۸۶۱، دنباله‌دار سی/۱۸۶۱ جی۱ از فاصله ۱۱٫۵ درجه (۲۳ عرض خورشید) از خورشید عبور کرد. در روز بعد، ۳۰ ژوئن ۱۸۶۱، این دنباله‌دار نزدیک‌ترین فاصله خود را به زمین در فاصله ۰٫۱۳۲۶ یکای کیهانی (۱۹٬۸۴۰٬۰۰۰ کیلومتر؛ ۱۲٬۳۳۰٬۰۰۰ مایل) انجام داد. در طول نزدیک شدن به زمین، این دنباله‌دار بین قدر ۰ و −۲ با دمی بیش از ۹۰ درجه زاویه‌ای تخمین زده شد.